# Horst Ginnuttis
Horst Ginnuttis (* 9. August 1940 in Hückelhoven) ist ein deutscher Politiker (SPD).
Ginnuttis gehörte von 1980 bis 1983 dem Deutschen Bundestag an. Er wurde dabei über die Landesliste der SPD in Nordrhein-Westfalen ins Parlament gewählt.
Ginnuttis ist Sohn einer Bergarbeiterfamilie und wuchs in Hückelhoven auf. Nachdem er mit der Realschule fertig war, erlernte er den Beruf eines Verwaltungsangestellten und wurde nach Ableistung der Wehrpflicht im gehobenen Dienst beschäftigt.

## Weblink
- Personalia: Horst Ginnuttis (Das Parlament)